# 和敬皇后
和敬皇后蕭氏（？—？），名不詳。遼章肅帝耶律李胡妻。
蕭氏事跡不詳，耶律李胡所生二子：宋王耶律喜隱及衛王耶律宛也不知是否蕭氏所出，何時去世亦不詳。重熙二十一年（1052年），遼興宗追上諡號為和敬皇后。